# Zhao'an
Zhao'an, tidigare romaniserat Chaoan, är ett härad inom staden Zhangzhou på prefekturnivå i provinsen Fujian i sydöstra Kina.
Orten ligger på gränsen till Guangdong-provinsen och befolkningen talar övervägande hakka- och minnan-dialekter.

## Administrativ indelning
Zhao'an är indelat i tio köpingar och fem socknar.
Köpingar (zhen):

- Guanpo (官陂镇)
- Meiling (梅岭镇)
- Nanzhao (南诏镇)
- Qiaodong (桥东镇)
- Shenqiao (深桥镇)
- Sidu (四都镇)
- Taiping (太平镇)
- Xiage (霞葛镇)
- Xitan (西潭镇)
- Xiuzhuan (秀篆镇)

Socknar (xiang):

- Baiyang (白洋乡)
- Hongxing (红星乡)
- Jianshe (建设乡)
- Jinxing (金星乡)
- Meizhou (梅洲乡)